# آرماندو کاوازوتی
آرماندو کاوازوتی (انگلیسی: Armando Cavazzuti; ۲۳ ژانویهٔ ۱۹۲۹ – ۳۱ اکتبر ۲۰۱۴) بازیکن فوتبال اهل ایتالیا بود.
از باشگاه‌هایی که در آن بازی کرده‌است می‌توان به باشگاه فوتبال رجینا، باشگاه فوتبال مودنا، باشگاه فوتبال آ.اس. رم، باشگاه فوتبال ونتزیا، باشگاه فوتبال اودینزه، باشگاه فوتبال کالیاری، باشگاه فوتبال پیزا، و باشگاه فوتبال پالرمو اشاره کرد.